# Comune distrettuale di Lazdijai
Il comune distrettuale di Lazdijai è uno dei 60 comuni della Lituania, situato nella regione della Dzūkija.